# Friedenskirche (Essen)

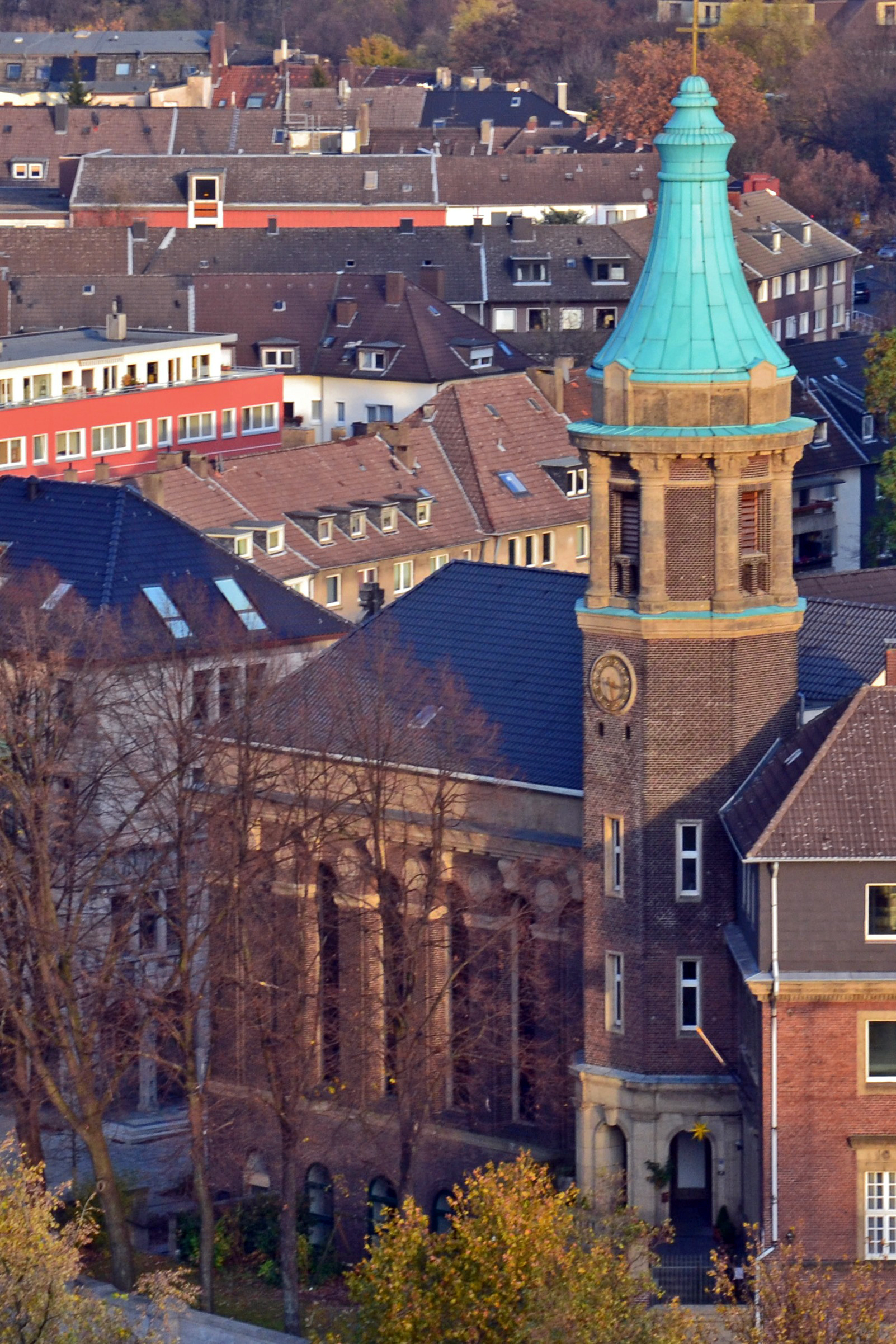
Alt-Katholische Friedenskirche

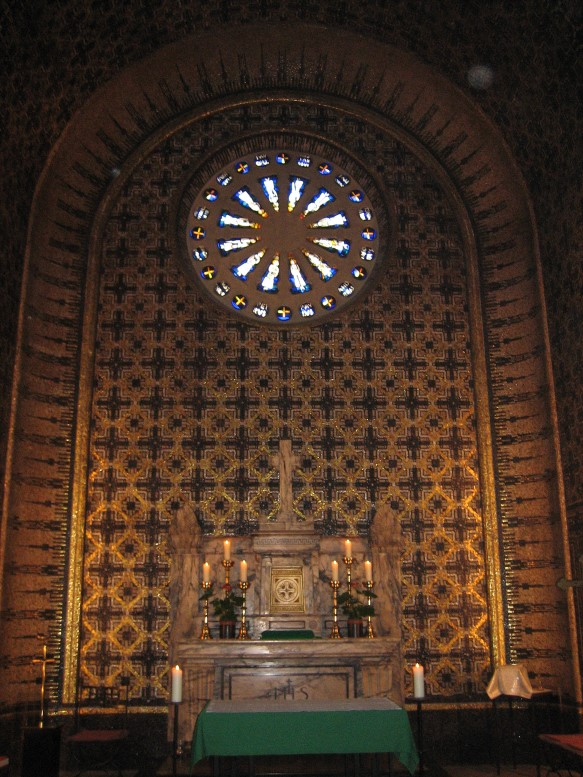
Goldmosaik im Altarraum

Die Friedenskirche steht an der Bernestraße nahe der Alten Synagoge und dem Rathaus im Stadtkern von  Essen. Das unter Denkmalschutz stehende alt-katholische Gotteshaus wurde von 1914 bis 1916 erbaut. Die Entstehung mitten in den Schrecken des Ersten Weltkrieges macht die Namensgebung leicht nachvollziehbar.
Die Friedenskirche wurde in ihrem Originalzustand als die bedeutendste Kirche des Jugendstils in Deutschland bezeichnet. Großen Anteil an diesem Ruf hat der niederländische Künstler Jan Thorn Prikker (1868–1932). Er malte das Gebäude mit farbenprächtigen Wand- und Deckenmalereien aus und schuf zudem das goldene Mosaik im Altarraum. Unter der Orgelempore befindet sich ein von ihm gestaltetes Fenster. Es hat die Kriegszerstörungen überdauert.

## Vorgeschichte des Gebäudes
Die am 17. Mai 1872 gegründete Katholische Pfarrgemeinde der Alt-Katholiken Essen verfügte zunächst über keine eigene Kirche. Man behalf sich daher zunächst mit Provisorien. 1873 fand der erste alt-katholische Gottesdienst in der evangelisch-unierten Pauluskirche in Essen statt. 1876 erfolgte der Umzug in die römisch-katholische Pfarrkirche St. Johannis (heute Anbetungskirche). Spannungen zwischen den verschiedenen Konfessionen verlangten jedoch auf Dauer nach einem eigenen Kirchenbau.

## Lage und Umgebung

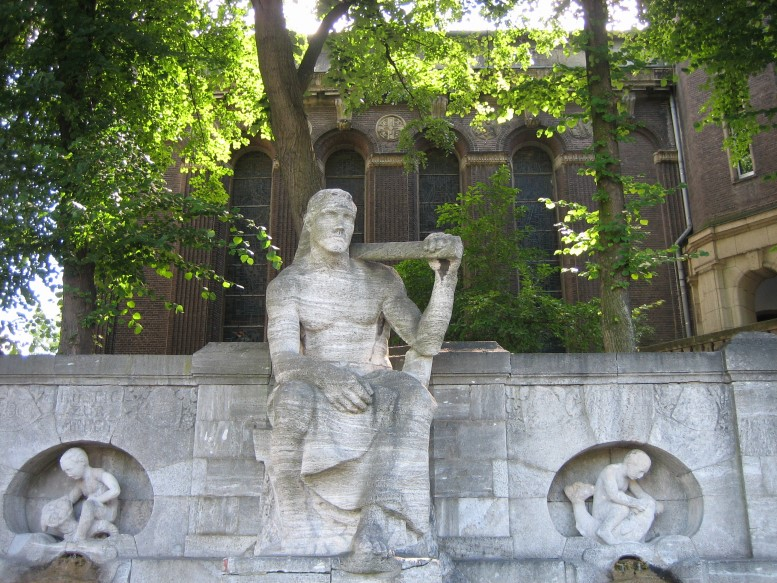
Jahrhundertbrunnen vor der Friedenskirche

1914 beschloss der Rat der Stadt Essen, der alt-katholischen Gemeinde eine eigene Kirche zu bauen. Spender unterstützten das Vorhaben. Das Goldmosaik im Altarraum wurde beispielsweise von der Essener Großindustriellen-Familie Krupp/Krupp von Bohlen und Halbach gespendet. An der linken Flanke des Mosaiks befindet sich eine entsprechende Widmung, die an diese Spende erinnern soll.
Für den Bau wurde ein Grundstück direkt neben der Alten Essener Synagoge ausgewählt. Das Gelände befindet sich an der Kreuzung der Steeler Straße / Bernestraße. Der Kirche vorgelagert ist der von Ulfert Janssen entworfene, sogenannte Jahrhundertbrunnen aus dem Jahr 1907. Rechts neben dem Brunnen befindet sich der Aufgang zur Kirche. Das Essener Münster (Sitz des römisch-katholischen Bischofs des Bistums Essen) sowie das Essener Rathaus liegen in fußläufiger Nähe.
Der Brand der benachbarten Synagoge in der Pogromnacht vom 9. auf den 10. November 1938 sorgte für Verrußungen an der Nordseite der Friedenskirche, die bis auf den heutigen Tag nicht beseitigt worden sind.
Insgesamt kann die Lage als zentral bezeichnet werden. Mit der Kettwiger Straße befindet sich die Essener Fußgängerzone wenige hundert Meter entfernt.

## Architektur

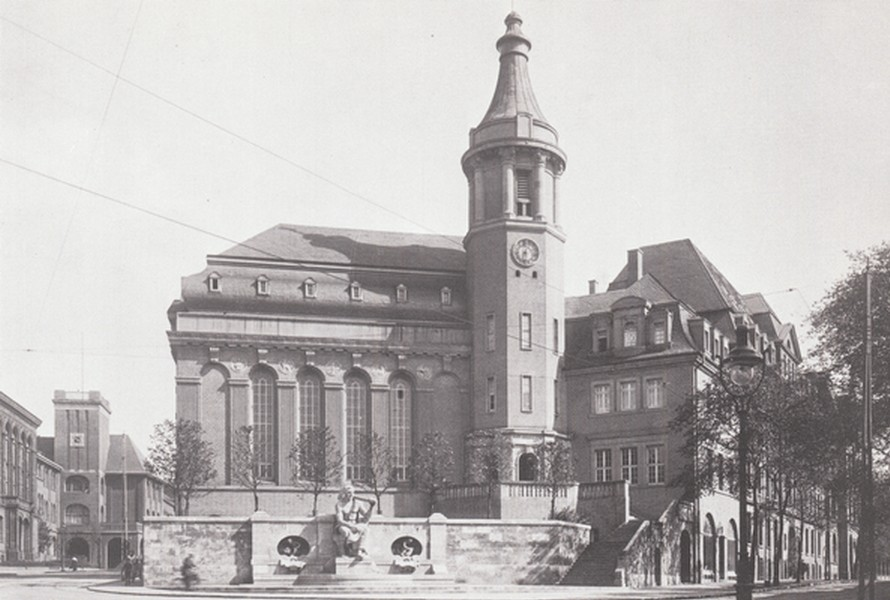
Ursprüngliches Erscheinungsbild der Friedenskirche bis zum Zweiten Weltkrieg

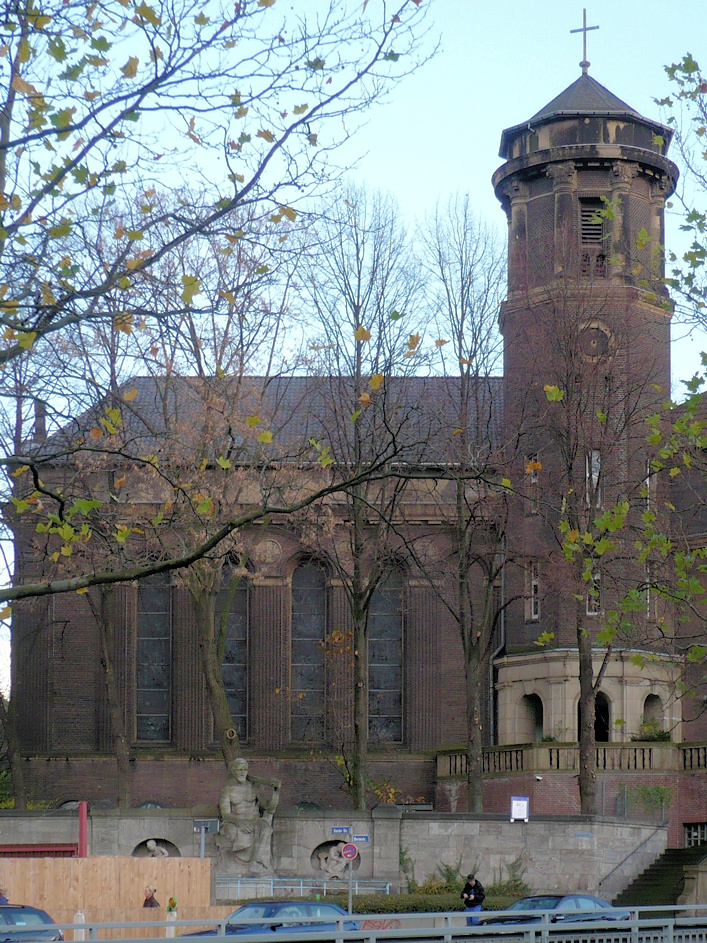
Alt-Katholische Friedenskirche vor der Turmrenovierung im Juli 2010

Als Architekt fungierte der damalige Beigeordnete und Stadtbaurat Albert Erbe (1868–1922), der vor seiner Berufung nach Essen von 1901 bis 1911 als Baubeamter im hamburgischen Staatsdienst gearbeitet hatte. Er konnte für die Ausgestaltung der Friedenskirche den niederländischen Künstler Jan Thorn Prikker gewinnen. Dieser folgte stark dem Jugendstil; er fand jedoch in späteren Jahren zu einer eigenen Arbeitsweise.
Der Backsteinbau mit Naturstein-Elementen verfügt über einen achteckigen Turm. Dieser war ursprünglich von einem kunstvoll geschwungenen Kupferhelm bekrönt. Da sich an die Kirche selbst an zwei Seiten Gemeinde- und Nachbargebäude anschließen, verfügt der Innenraum nur über eine Fensterreihe zur Straßenseite hin. Auf der gegenüberliegenden Längsseite befindet sich innen eine Empore, die Platz für weitere Kirchenbesucher bietet.
In der Turmvorhalle werden sieben Gemeindemitglieder als Gefallene des Ersten Weltkrieges geehrt.
Der Kirchsaal verfügt über eine gedrückte Tonnenwölbung. Der Altarraum mit dem Mosaik ist ebenso regelmäßig tonnengewölbt wie die gegenüberliegende Orgelempore.
1963 erfolgte die Neugestaltung der im Krieg stark beschädigten vier großen Bleiglasfenster. Harry McLean entwarf symbolische Darstellungen der vier Evangelisten, die seither je eines der Fenster schmücken. Im Zuge der Sanierung 2006 wurde diese Arbeit als erhaltenswürdig bewertet. Daher verzichtete man auf eine Wiederherstellung der originalen Fenster. Das von Jan Thorn Prikker gestaltete kleine Doppelfenster unter der Orgelempore war im Krieg nicht zerstört worden und kann noch heute besichtigt werden.
Unter dem eigentlichen Kirchenraum, der so genannten „Oberkirche“, befindet sich ein weiterer Raum. Diese „Unterkirche“ kann seit der Sanierung im Jahre 2005 als Raum für Veranstaltungen, Konzerte und Gottesdienste genutzt werden. Die Kirchturmspitze wurde im Juli 2010 saniert; gleichzeitig wurde das Geläut einer entwidmeten römisch-katholischen Kirche (St. Peter, Süderichstraße) übernommen. Es handelt sich dabei um die vier kleineren Glocken des ehemals fünfstimmigen Bronzeglocken-Geläutes. Die Glocken sind gestimmt auf es′ – f′ – as′ – b′. Die größte Glocke des ehemaligen Fünfergeläutes hängt heute in der Kirche St. Georg in Essen-Heisingen. Die Glocken wurden 1927 von der Glockengießerei Otto aus Hemelingen/Bremen gegossen.

## Kriegsschäden und Wiederaufbau
Im Zweiten Weltkrieg war Essen sehr häufig das Ziel von alliierten Luftangriffen – ebenso wie das gesamte Ruhrgebiet. Auch die Friedenskirche wurde dabei beschädigt. Die originalen Bedachungen von Kirche und Turm gingen verloren. Deutlich schwerer wog zudem der Verlust der Ausmalungen von Jan Thorn Prikker. Das sie tragende Gewölbe stürzte ein. Die Inneneinrichtung wurde dabei jedoch nur leicht beschädigt.
Die Gemeinde bewältigte den Wiederaufbau fast in Eigenleistung, so dass die Friedenskirche bis 1951 wieder genutzt werden konnte. Dabei wurden jedoch die einst kunstvollen Dächer der Kirche und des Turmes nur stark vereinfacht wiederhergestellt. Auch der Innenraum erhielt lediglich einen schmucklosen Verputz.

## Sanierung der Kirche und Rekonstruktion der Ausmalungen
In den Jahren 2003 bis 2006 gelang es der kleinen Gemeinde und ihrem 2019 in den Ruhestand gegangenen Pfarrer Ingo Reimer, umfangreiche Wiederherstellungs- und Rekonstruktionsarbeiten durchführen zu lassen. Dies ermöglichten Spenden von ansässigen Unternehmen und privaten Geldgebern. Auch das Rheinische Landesamt für Denkmalpflege beteiligte sich an dem Projekt.
2003 wurden zunächst die Malereien im Bereich der Orgelempore rekonstruiert. Drei Jahre später begann dann das weitaus schwierigere Unterfangen – die Wiederherstellung des großen Decken-Gemäldes im Innenraum. Als Grundlage für sämtliche Rekonstruktionsarbeiten dienten alte Fotos sowie Reste der Originale, die man unter dem Putz der Nachkriegsjahre fand. Die Arbeiten leitete der Essener Architekt Peter Brdenk. Seit Herbst 2006 erstrahlen die Malereien an der Decke des Innenraums wieder in ihrer bemerkenswerten Farbkomposition.
Im Jahre 2005 wurde zudem die bereits erwähnte „Unterkirche“ (Saal unter dem Kirchenraum) grundlegend saniert und wieder zugänglich gemacht.
2011 kam in der Oberkirche ein Glasaltar von Volker Küster hinzu.

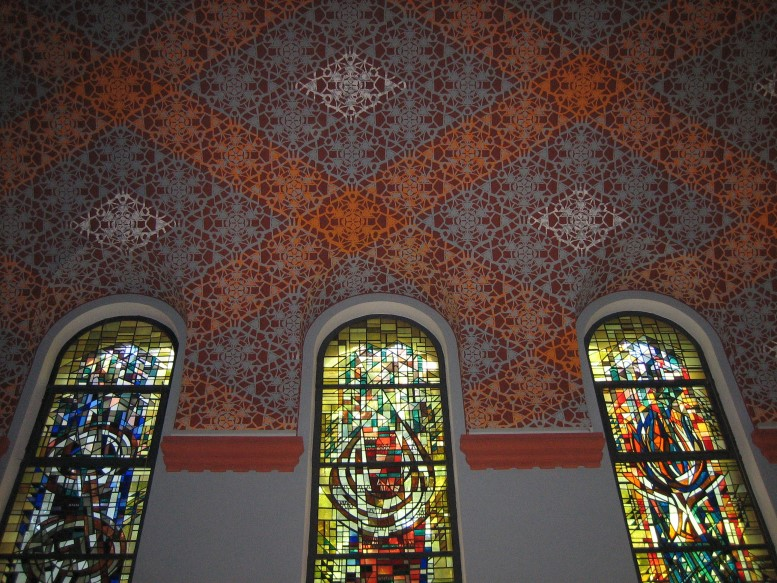
Übergang von der Fensterreihe zum Deckengemälde
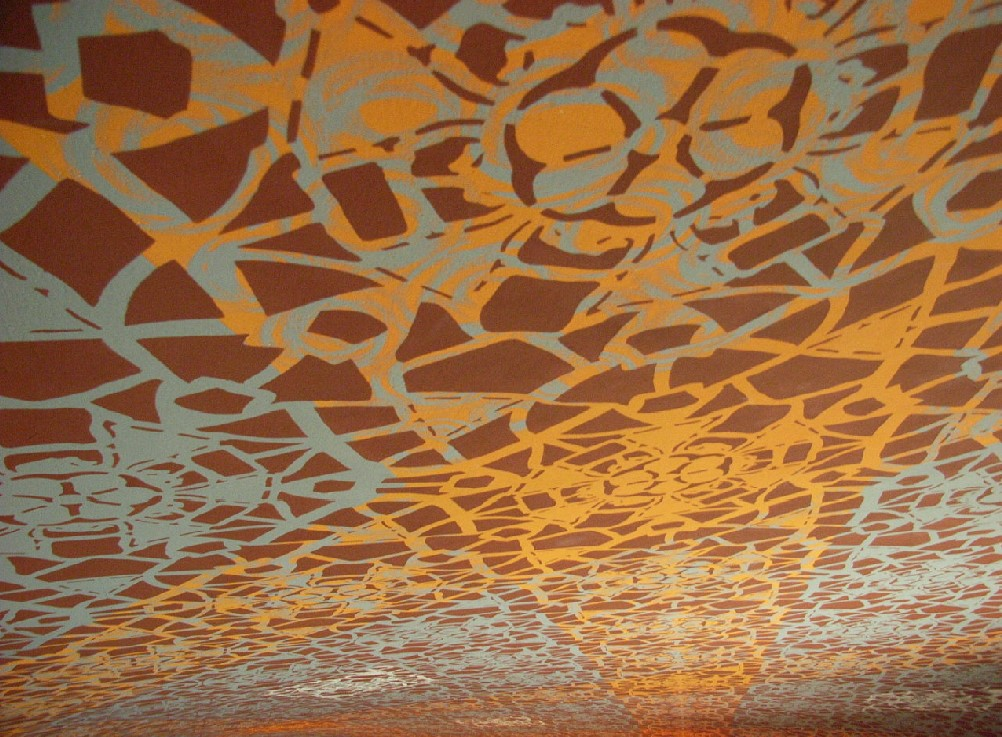
Rekonstruiertes Deckengemälde im Kirchenschiff
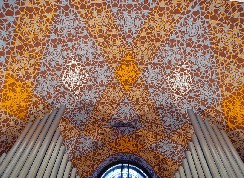
Rekonstruierte Malereien im Bereich der Orgelempore

## Gegenwart und Zukunft
Die Gemeinde nimmt regelmäßig an Aktionstagen teil. Dazu zählen unter anderem die „Nacht der offenen Kirchen“, der Tag des Offenen Denkmals sowie das „Kulturpfadfest“.
Für die dauerhafte Sicherung des aktuellen Baubestandes sind weitere Arbeiten erforderlich. Im Juli 2010 wurde die provisorische Turmhaube in flacher Pyramidenform aus den Nachkriegsjahren durch eine dem zerstörten Original entsprechende Gestaltung ersetzt. Auf eine Reinigung der Backstein-Fassade wird bewusst verzichtet, dies in Zusammenhang mit der benachbarten Alten Synagoge (Reichspogromnacht). Zum Zwecke der Erhaltung und Rekonstruktion der Friedenskirche wurde 2006 ein Förderverein gegründet. Erklärtes Ziel ist es zudem, das unter Denkmalschutz stehende Gebäude in der Öffentlichkeit bekannter zu machen. Aus diesem Grund nahm die Gemeinde auch am Europäischen Kulturstadtjahr 2010 in Essen teil.
Die damalige Essener Verkehrs-AG (EVAG), seit September 2017 Ruhrbahn, hat in ihrer Kulturlinie 107 auch die Friedenskirche berücksichtigt. Diese Linie der Straßenbahn Essen verbindet 60 kulturelle Sehenswürdigkeiten auch in der Nachbarstadt Gelsenkirchen auf 17 Kilometern miteinander. Die Friedenskirche ist in wenigen Minuten zu Fuß ab der Haltestelle „Rathaus Essen“ (ehemals Porscheplatz) erreichbar.
Seit dem Frühjahr 2008 wurde über eine neue Nutzung der vorerwähnten Alten Synagoge diskutiert. Die darauf folgenden Änderungen in diesem Gebäude sind vollendet und die bisherige Gedenkstätte ist zu einem Begegnungszentrum jüdischer Kultur umgebaut worden. Im Zuge dessen haben Synagoge und Friedenskirche einen gemeinsamen Vorplatz erhalten, der den Namen von Edmund Körner trägt. Dieser war Architekt der Synagoge.

## Die Essener Friedenskirche in den Medien
Im Frühjahr 2008 drehte der  Westdeutsche Rundfunk (WDR) in der Alt-Katholischen Friedenskirche. Der Bericht wurde im Rahmen der WDR-Reihe „west.art Meisterwerke“ ausgestrahlt.
Am 30. April 2023 wurde der Sonntagsgottesdienst im Deutschlandfunk als Verkündigungssendung übertragen.